# Новое Котяково
Но́вое Котя́ково (чув. Тӗрӗньел) — деревня в Батыревском районе Чувашской Республики. Входит в состав Туруновского сельского поселения.
Население — 553 человек, из них 47,3 % мужчин, 52,7 % женщин (перепись 2010).

## География
Расположено на трассе А151 — Цивильск-Сызрань севернее с. Батырево на берегу р. Чесноковка

## История
Основано в 1753 году жителями из деревни Старое Котяково.
В 1780 году при создании Симбирского наместничества, деревня Новая Котякова Тренино тож, крещёных чуваш, вошла в состав Буинского уезда.
С 1796 года деревня Новое Котяково (Тюренево) входила в состав Батыревской волости Буинского уезда Симбирской губернии.

## Население
| 2010 | 2012 |
| ---- | ---- |
| 419  | ↗519 |

## Образование
В деревне находится общеобразовательная школа им А. Т. Краснова, детский сад «Надежда», дом культуры, 2 библиотеки, борцовский и танцевальный зал. 

## Улицы
Название улиц в настоящее время: Напольная, Нагорная, ул имени Н. Кошкина, Кооперативная, Молодёжная, Николаева, Центральная.